# Брюль, Генрих фон
Граф Генрих фон Брюль (нем. Heinrich von Brühl; 13 августа 1700 — 28 октября 1763) — с 1738 г. первый министр короля польского и курфюрста саксонского Августа III, генерал коронной артиллерии (1752).

## Биография
Отец его занимал место обер-гофмаршала при дворе герцога Саксен-Вейсенфельского. Рано поступил он на службу пажом к герцогине Елизавете, вдове герцога Иоганна-Георга Саксен-Вейсенфельского, и сумел вкрасться в милость не только княгини, но и саксонского курфюрста Августа II, пажом которого и сделался в 1720 года; затем он получил звание камергера и сопровождал короля во всех его поездках.
Генрих фон Брюль, пользуясь расположением короля, быстро достиг высших государственных должностей. После смерти Августа II в Варшаве, 1 февраля 1733 года, он поспешно отправился с польской короной и регалиями в Дрезден к преемнику Августа и деятельно хлопотал об обеспечении за ним польского престола. Благодаря этому и дружбе с любимцем Августа III, графом Сулковским, он постепенно снискал благосклонность государя, сначала было нерасположенного к нему, и был утвержден им во всех своих прежних должностях. Вследствие расточительности двора Августа III, по предложению Брюля были увеличены налоги, и страна была обременена долгами.
Чтобы упрочить своё положение, он женился на графине Коловрат-Краковской, мать которой была обер-гофмейстериной королевы; благодаря его стараниям был уволен граф Александр Юзеф Сулковский, единственный человек, стоявший на его дороге. Тщеславный и жадный, Брюль занимал десятки должностей. По смерти королевы к нему перешел весь её удел (староство Ципс) в виде вознаграждения за убытки, причиненные ему Семилетней войной. С помощью своих креатур он производил разорительные для страны операции со свидетельствами об уплате податей и допускал самые вопиющие несправедливости в министерстве юстиции.
Перейдя в католичество, Брюль начал приобретать имения и в Польше и занимать там коронные должности, производя свой род от Генриха Брюля, воеводы познанского. Император Карл VI возвел его в 1737 году в звание имперского графа; за это он охотно начал вести интриги с целью изолировать Пруссию. Огромные суммы денег он тратил на придворный штат короля, но ещё большие на свой собственный. Он держал 200 человек прислуги и платил своей почетной страже лучше, чем король; его обеды была самыми дорогими, его гардероб самым роскошным.
Эта роскошь привела к тому, что при начале Семилетней войны страна могла выставить только 17 000 солдат, которые, впрочем, вскоре вследствие лишений и неумелости начальствующих лиц вынуждены были сдаться неприятелю. Король и его министр бежали в Варшаву, где и оставались до самого заключения Губертсбургского мира. Вскоре по возвращении из Польши в Дрезден умер король, а вслед за ним и Брюль, в октябре 1763 года.
Наместник Саксонии, принц Ксаверий, велел конфисковать имения Брюля и произвести расследование, окончившееся, впрочем, тем, что сыновья Брюля получили их обратно. Дворец Брюля, расположенный на так называемой Брюлевской террасе, был местом пиров и разных торжеств. Его библиотека, заключавшая 62 000 томов, вошла в состав Королевской библиотеки в Дрездене, а галерея из шестисот картин была приобретена российской императрицей Екатериной II для Императорского Эрмитажа в Санкт-Петербурге.

## Семья
29 апреля 1734 года женился на чешской графине Марии Анне Франциске фон Коловрат-Краковской (1717—1762), от брака с которой имел одну дочь и четырёх сыновей:
- Мария Амалия фон Брюль (1736—1772), жена с 1750 года Ежи Августа Мнишека (1715—1778)
- Алоизий Фредерик фон Брюль (1739—1793), чашник великий коронный, генерал коронной артиллерии, дипломат, драматург и поэт, староста варшавский, липницкий, болимовский и блонский
- Карл Адольф фон Брюль[нем.] (1742—1802), генерал прусской армии
- Альберт Кристиан Генрих фон Брюль (1743—1792), генерал прусской армии
- Ганс Мориц фон Брюль (1746—1811)